# Ylinen Kanthaanjärvi
Ylinen Kanthaanjärvi är en sjö i Övertorneå kommun i Norrbotten och ingår i Torneälvens huvudavrinningsområde. Sjön har en area på 0,0797 kvadratkilometer och ligger 155 meter över havet. Sjön avvattnas av vattendraget Vaarantakassenoja.

## Delavrinningsområde
Ylinen Kanthaanjärvi ingår i det delavrinningsområde (741567-182617) som SMHI kallar för Mynnar i Armasjoki. Medelhöjden är 162 meter över havet och ytan är 17,15 kvadratkilometer. Det finns inga avrinningsområden uppströms utan avrinningsområdet är högsta punkten. Vaarantakassenoja som avvattnar avrinningsområdet har biflödesordning 3, vilket innebär att vattnet flödar genom totalt 3 vattendrag innan det når havet efter 121 kilometer. Avrinningsområdet består mestadels av skog (62 procent) och sankmarker (33 procent). Avrinningsområdet har 0,21 kvadratkilometer vattenytor vilket ger det en sjöprocent på 1,2 procent.